# Aéroport de Tarbes-Lourdes-Pyrénées
L’aéroport international Tarbes-Lourdes-Pyrénées (code IATA : LDE • code OACI : LFBT) est un aéroport français, situé dans les communes d’Ossun, de Louey, de Juillan et d'Azereix (Hautes-Pyrénées) à proximité des villes de Tarbes et Lourdes. Avec une moyenne de 460 000 passagers par an, c’est le troisième aéroport d’Occitanie derrière Toulouse-Blagnac et Montpellier-Méditerranée.

## Géographie et accès
L’aéroport a été implanté à Ossun aux pieds des Pyrénées entre Tarbes et Lourdes dans le département des Hautes-Pyrénées et la région Occitanie. Il dessert les bassins d'activité de Tarbes et de Lourdes mais son rayon d'action s'étend sur tout le département, le Béarn, le sud du Gers et jusqu'au Comminges.
À la fois à 10 km du centre de Tarbes et 10 km de celui de Lourdes, TLP est accessible par l'autoroute A64, sortie 12 (Tarbes-Ouest) et la RN21 en 2 × 2 voies jusqu'à Lourdes et Argelès-Gazost.
L'aéroport est desservi par le réseau TLP Mobilités via les lignes T7 (ligne urbaine depuis Tarbes) et TL (ligne périurbaine Tarbes-Lourdes).
| \| 20 km1:2 341 000 \| Albi · Le Sequestre Montauban Millau · Larzac Cassagnes · Bégonhès Villefranche-de-Rouergue Mende · Brenoux Nogaro Condom · Valence-sur-Baïse Cahors · Lalbenque Figeac · Livernon Lasbordes Muret-Lherm · Saint-Gaudens · Montréjeau Bagnères · de-Luchon Pamiers · Les Pujols Saint-Girons · Antichan Castelnaudary · Villeneuve Lézignan · Corbières Alès · Cévennes Toulouse · Blagnac Francazal · Auch · Gers Castres · Mazamet Rodez · Aveyron Tarbes · Lourdes · Pyrénées Brive · Souillac Carcassonne · Salvaza Montpellier · Méditerranée Béziers · Cap d'Agde Nîmes · Garons Perpignan · Rivesaltes |
| 20 km1:2 341 000 |

## Histoire
Anciennement appelé aéroport de Tarbes-Ossun-Lourdes, c'est le 16 mai 1948 que l'aéroport ouvre, notamment car l'usine d'aviation Morane-Saulnier est accolée au site ; l'aérogare se résume alors à trois pavillons en bois. La chambre de commerce et d'industrie de Tarbes et des Hautes-Pyrénées prend la concession de la plateforme en 1958, dès lors l'aérogare en « dur » est construite. L'aéroport accueille le futur pape Jean XXIII pour le centenaire des apparitions ; le 23 août de la même année, Urbain Cazaux inaugure officiellement la nouvelle aérogare.
De 1959 à 1966, les travaux d'aménagements permettent d'accueillir les gros porteurs et l'aéroport enregistre ses 100 000 premiers passagers. En 1966, une gare d'accueil est réalisée pour les passagers handicapés. C'est au début des années 1960 qu'Air Inter ouvre une ligne quotidienne entre Tarbes et Paris-Orly.
En 1967, un Boeing 707 se pose pour la première fois sur les pistes pyrénéennes. Dès 1974, l'aéroport peut accueillir des Boeing 747 et autres DC10 ; c'est le début des vols transatlantiques et un B747 de la Pan Am en provenance de New-York se pose à Tarbes cette même année. C'est le 6 juin 1978 que le Concorde se pose sur la plateforme. L'année 1983 est marquée par le premier voyage de Jean-Paul II dans les Hautes-Pyrénées ; il est accueilli sur les pistes par le président François Mitterrand.
Avec la disparition d'Air Inter en 1997, Air France reprend temporairement la ligne sur Paris-Orly, avant de cesser son activité rapidement. C'est alors Air Toulouse qui jusqu'en 1999 assurera deux liaisons quotidiennes entre Tarbes et Paris-CDG.
Entièrement reconstruit en 1999, l'architecture contemporaine de l'aéroport semble rappeler celle de la basilique Notre-Dame-du-Rosaire de Lourdes, elle-même dotée de « bras » d'accès vers la basilique de l’Immaculée-Conception la surplombant ; l'aéroport change alors de nom. 2000 voit l'arrivée d'Air Lib, qui rouvre une ligne bi-quotidienne avec Paris-Orly Sud, jusqu'à son dépôt de bilan en février 2003 ; c'est Aéris Express en juin 2003 qui reprend la liaison avec une politique low-cost, qui connaitra un certain succès jusqu'au dépôt de bilan de cette compagnie quelques mois plus tard.

Ancien logo de l'aéroport.

Le 1er juin 2004, Air France By Britair reprend la liaison sur Paris-Orly laissée vacante, à raison d'un aller-retour par jour et met en place deux rotations supplémentaires par jour dès l'année suivante. Le 14 août 2004, le président de la République Jacques Chirac accueille Jean-Paul II sur le Tarmac.
En 2008, l'année du Jubilé marque une croissance nette du trafic aérien.
En avril 2009, JetAirFly ouvre une ligne bi-hebdomadaire à destination de Bruxelles et c'est au tour de la compagnie Ryanair qui, le 20 décembre de la même année, opérera deux vols par semaine à destination de Londres Stansted.
La délégation de service public auparavant attribuée à la chambre de commerce et d'industrie de Tarbes et des Hautes-Pyrénées cesse le 1er janvier 2009 et l'aéroport de Tarbes-Lourdes-Pyrénées est ensuite géré par la SEATLP SAS, société du groupe EDEIS.
Depuis 2009, la compagnie Ryanair a ouvert successivement les lignes à destination de Londres Stansted, Milan Bergame, Rome Ciampino et Cracovie, à raison respectivement de cinq vols hebdomadaires pour Londres Stansted, et deux pour les autres destinations. Hop Air France résigne ses « obligations de service public » (OSP) pour cinq ans, proposant toujours 19 vols par semaine sur Paris-Orly, opérés en CRJ-700 de 72 places, puis à partir d'octobre 2016 par des Fokker-100 de 104 sièges. La compagnie espagnole Albastar, premier opérateur aérien de vols charters sur la plateforme bigourdane, ouvre également en 2016 une ligne directe régulière à destination de Rome Fiumicino.
En janvier 2021, l'aéroport de Tarbes-Lourdes-Pyrénées rejoint les aéroports de Carcassonne-Salvaza et de Perpignan-Rivesaltes au sein d'une Société publique locale aéroportuaire présidée par Guy Esclopé (conseiller régional de l'Ariège) et dont la région Occitanie détient 62 % du capital.
En raison de la pandémie de Covid-19 et de la chute du trafic aérien qui en découle, l'aéroport de Tarbes accueille des centaines d'avions forcés à l'arrêt. Stockés et entretenus en attendant la reprise, 75 % continueront leur service ; les plus vieux sont démantelés et recyclés. Depuis le milieu des années 2000, Tarbes est en effet le site de la société Tarmac Aerosave, chargée de gérer les flottes à l'arrêt. Par ailleurs, le choix de ce petit aéroport répond à des objectifs financiers (il est moins cher de stocker les avions ici qu'à Orly ou Roissy par exemple) et d'efficacité (il y a assez d'espace pour réaliser les nombreux tests nécessaires avant de reprendre les airs).
Le 7 mai 2024, le président de la République Emmanuel Macron accueille le président chinois Xi Jinping sur le tarmac de l'aéroport lors d'une visite d'état.

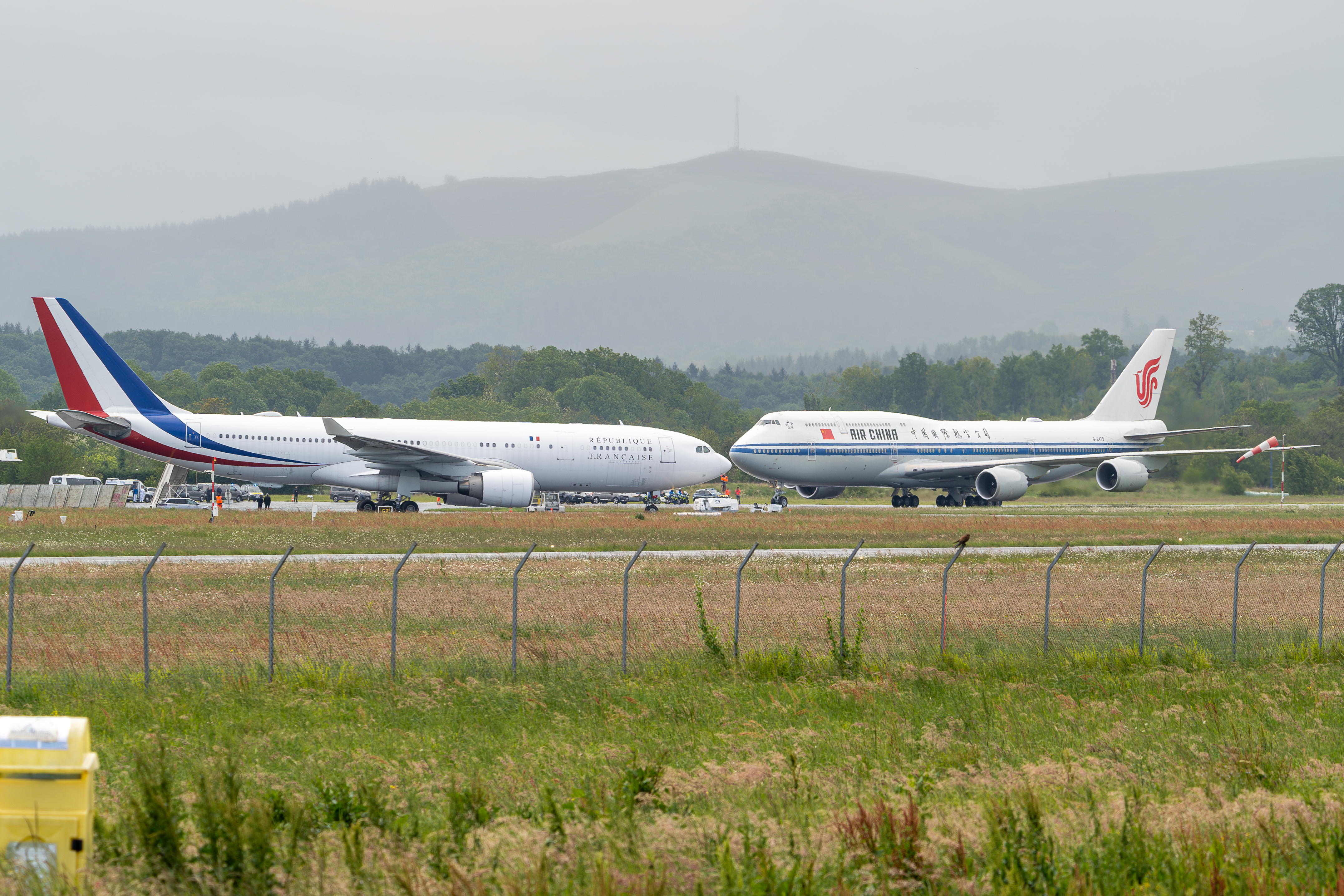
Avion des présidents Xi Jinping et Emmanuel Macron.

## Compagnies et destinations

### Vols réguliers
| Compagnies | Destinations |
| ---------- | --- |
|            | |
| Ryanair    | - Londres-Stansted - Rome - G. B. Pastine (Ciampino) En saison: - Bergame-Orio al Serio, - Charleroi Bruxelles-Sud, - Cracovie-Jean-Paul II, - Dublin, - Malte |
| Volotea    | Paris-Orly En saison: - Catane-Fontanarossa, - Naples-Capodichino, - Palerme Falcone-Borsellino, - Rome Léonard-de-Vinci/Fiumicino, - Strasbourg               |

Actualisé le 16/03/2025

### Vols charters
Le trafic charter transportant des pèlerins à destination de Lourdes représente en 2012 60 % de l'activité de l'aéroport Tarbes-Lourdes-Pyrénées. L'Italie, l'Irlande, la Belgique, le Royaume-Uni et l'Allemagne sont traditionnellement les cinq marchés émetteurs les plus importants (plus de 70 % du trafic total). Les organisateurs de pèlerinages ou les voyagistes mettent en place des séries de vols charter entre début avril et début novembre, saison officielle des pèlerinages aux Sanctuaires de Notre Dame de Lourdes.

## Infrastructures aéroportuaires
Caractéristiques techniques.
L'aéroport est équipé pour recevoir 1 500 000 passagers par an.
Il dispose d'une piste de 3 000 mètres de long sur 45 de large lui permettant d'accueillir les B747 et les A380.
- Dimensions : 3 000 × 45 m
- Orientation : 02/20
- Nature du revêtement : bitume
- Aides à l'atterrissage : ILS Cat. I
- Balisage lumineux : HI - PAPI - Rampe d'approche - Feux à éclats

Traitement des passagers
L'aérogare est sur deux niveaux, les arrivées au rez-de-chaussée, les départs au premier étage.
- Nombre de terminaux : 1
- Surface de l'aérogare : 14 400 m2
- Aire de stationnement : 62 000 m2
- Nombre de postes avec passerelle : 4
- Nombre de postes hors passerelle : 6
- 16 comptoirs d'enregistrement
- 3 tapis-bagages
- Circuit spécialisé de traitement des groupes de personnes handicapées
- Parking gratuit de 750 places

Traitement du fret
- Surface de l'aérogare de 100 m2

## Statistiques
En 2018, l'aéroport a enregistré une hausse de 6,3 % de son trafic, avec 462 072 passagers.

### Graphique
Le graphique qui aurait dû être présenté ici ne peut pas être affiché car il utilise l'ancienne extension Graph, désactivée pour des questions de sécurité. Des indications pour créer un nouveau graphique avec la nouvelle extension Chart sont disponibles ici.

Voir la requête brute et les sources sur Wikidata.

### Tableau
| Année | Passagers | Variation   | dont low-cost | Mouvements commerciaux | Mouvements non commerciaux |
| ----- | --------- | ----------- | ------------- | ---------------------- | -------------------------- |
| 2024  | 577 213   | ▼ −2,17 %   | 3 634         | 5 174                  | 2 710                      |
| 2023  | 590 019   | ▲ +46,29 %  | 503 010       | 5 216                  | 2 325                      |
| 2022  | 403 325   | ▲ +228,62 % | 301 967       | 4 685                  | 3 478                      |
| 2021  | 122 732   | ▲ +58,34 %  | 55 366        | 2 541                  | 3 659                      |
| 2020  | 77 514    | ▼ −83,38 %  | 30 966        | 1 592                  | 3 892                      |
| 2019  | 466 325   | ▲ +0,92 %   | 156 538       | 4 799                  | 10 792                     |
| 2018  | 462 072   | ▲ +6,32 %   | 138 032       | 4 871                  | 13 351                     |
| 2017  | 434 619   | ▲ +13,91 %  | 113 878       | 4 703                  | 11 893                     |
| 2016  | 381 549   | ▲ +2,76 %   | 74 345        | 4 743                  | 10 198                     |
| 2015  | 371 317   | ▼ −4,36 %   | 64 456        | 4 842                  | 10 804                     |
| 2014  | 388 258   | ▲ +1,59 %   | 52 860        | 5 049                  | 12 468                     |
| 2013  | 382 186   | ▼ −6,66 %   | 53 992        | 4 932                  | 6 385                      |
| 2012  | 409 465   | ▼ −9,48 %   | 52 071        | 5 073                  | 12 248                     |
| 2011  | 452 327   | ▲ +3,53 %   | 41 683        | 5 485                  | 11 464                     |
| 2010  | 436 887   | ▼ −9,17 %   | 6 842         | 5 620                  | 10 291                     |
| 2009  | 481 004   | ▼ −31,18 %  | 0             | 5 734                  | 10 936                     |
| 2008  | 698 897   | ▲ +57,32 %  | 0             | 7 078                  | 14 887                     |
| 2007  | 444 258   | ▼ −1,4 %    | 0             | 5 388                  | 19 996                     |
| 2006  | 450 547   | ▼ −2,51 %   | 0             | 5 402                  | 20 309                     |
| 2005  | 462 148   | ▲ +12,42 %  | 0             | 5 433                  | 20 216                     |
| 2004  | 411 097   | ▲ +8,49 %   | 0             | 4 367                  | 20 095                     |
| 2003  | 378 923   | ▼ −14,71 %  | 0             | 3 955                  | 19 823                     |
| 2002  | 444 284   | ▲ +6,13 %   | 0             | 4 659                  | 18 583                     |
| 2001  | 418 621   | ▼ −4,95 %   | 0             | 4 356                  | 17 785                     |
| 2000  | 440 417   | ▼ −4,65 %   | 0             | 4 238                  | 17 957                     |
| 1999  | 461 897   | ▼ −8,37 %   | 0             | 4 145                  | 17 676                     |
| 1998  | 504 066   | ▼ −4,59 %   | 0             | 4 055                  | 17 356                     |
| 1997  | 528 342   |             | 0             | 4 065                  | 17 858                     |

## Activités sur zone
Pyrène Aéro Pôle est la zone d'activité aéroportuaire de la communauté de communes du Canton d'Ossun qui accueille une trentaine d'entreprises.

## Galerie de photos

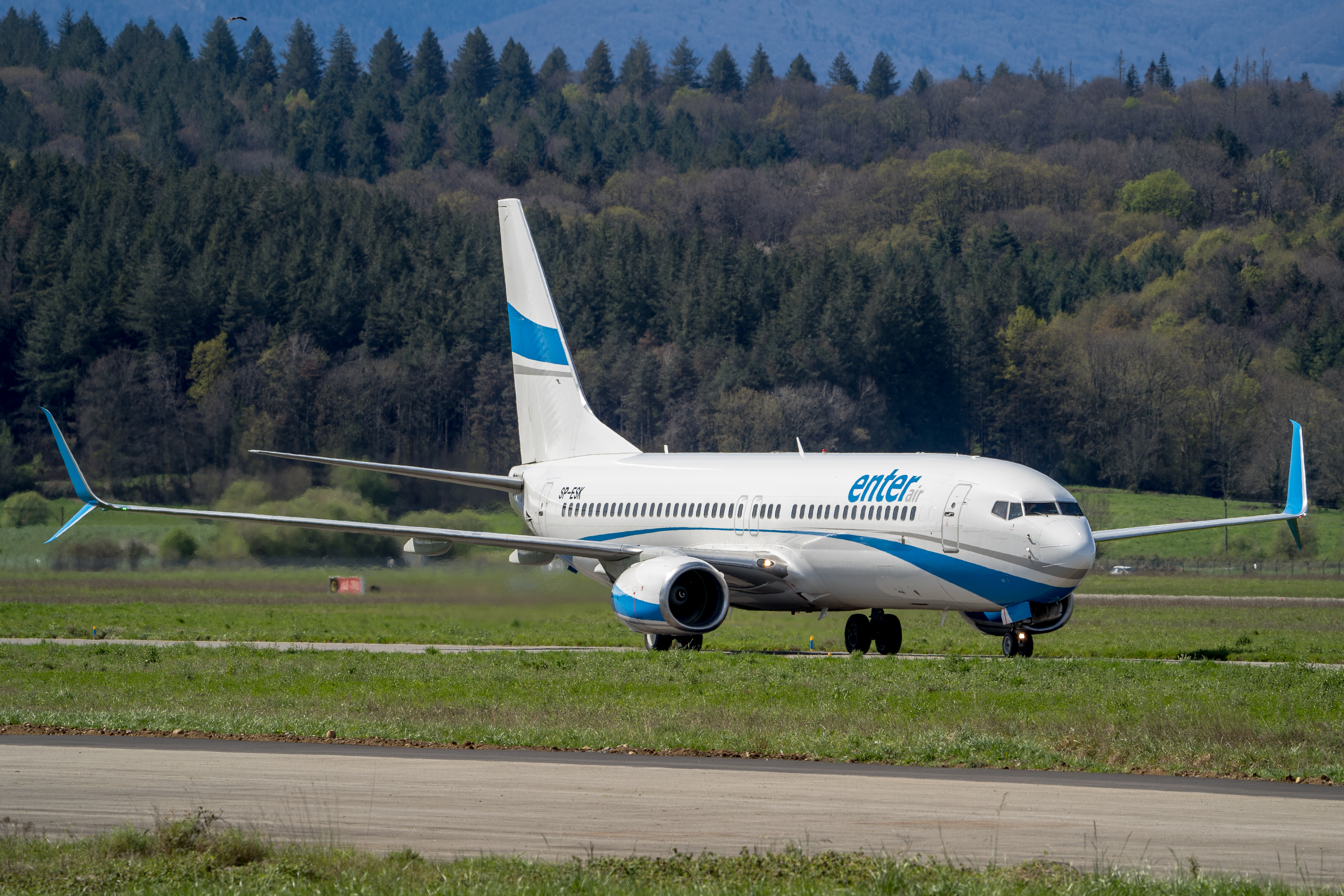
Vol Charter en Boeing 737 d'Enter Air pour Pâques à Lourdes en 2024.
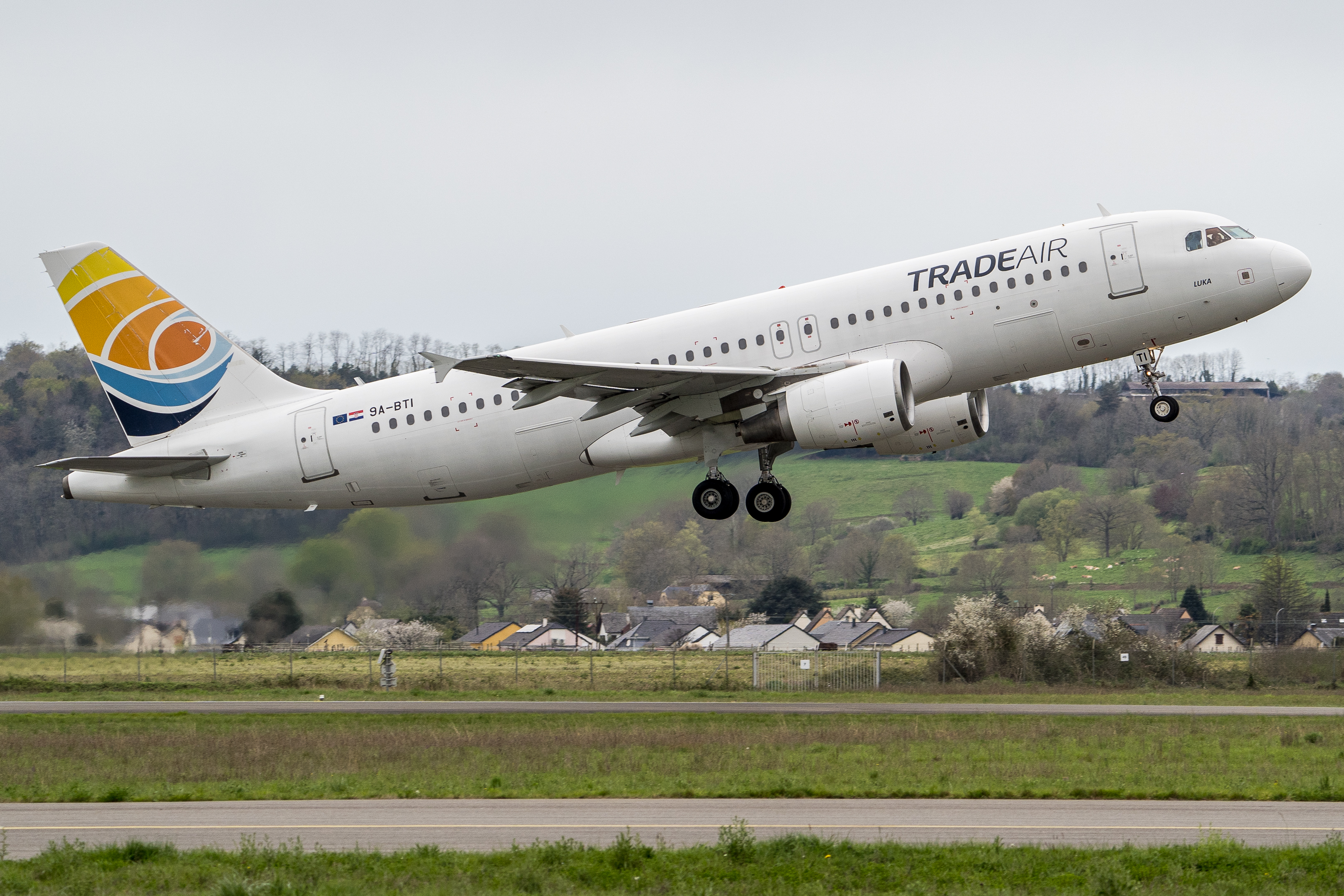
Airbus A320 de la compagnie aérienne Trade Air au décollage en 2024.
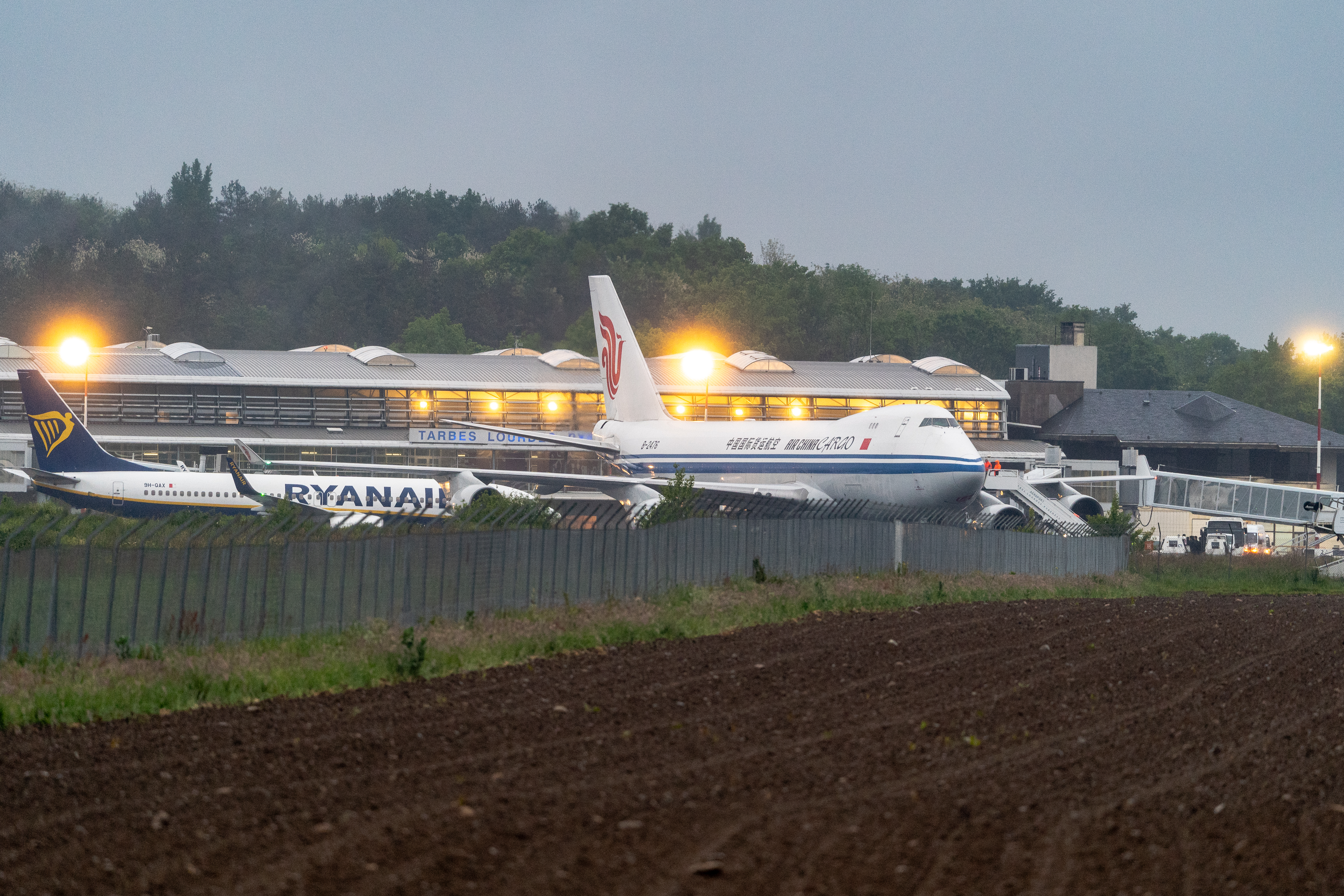
Boeing 747 d'Air China Cargo qui transportait la voiture blindée du président Xi Jinping pour sa visite début mai 2024 avec Emmanuel Macron.
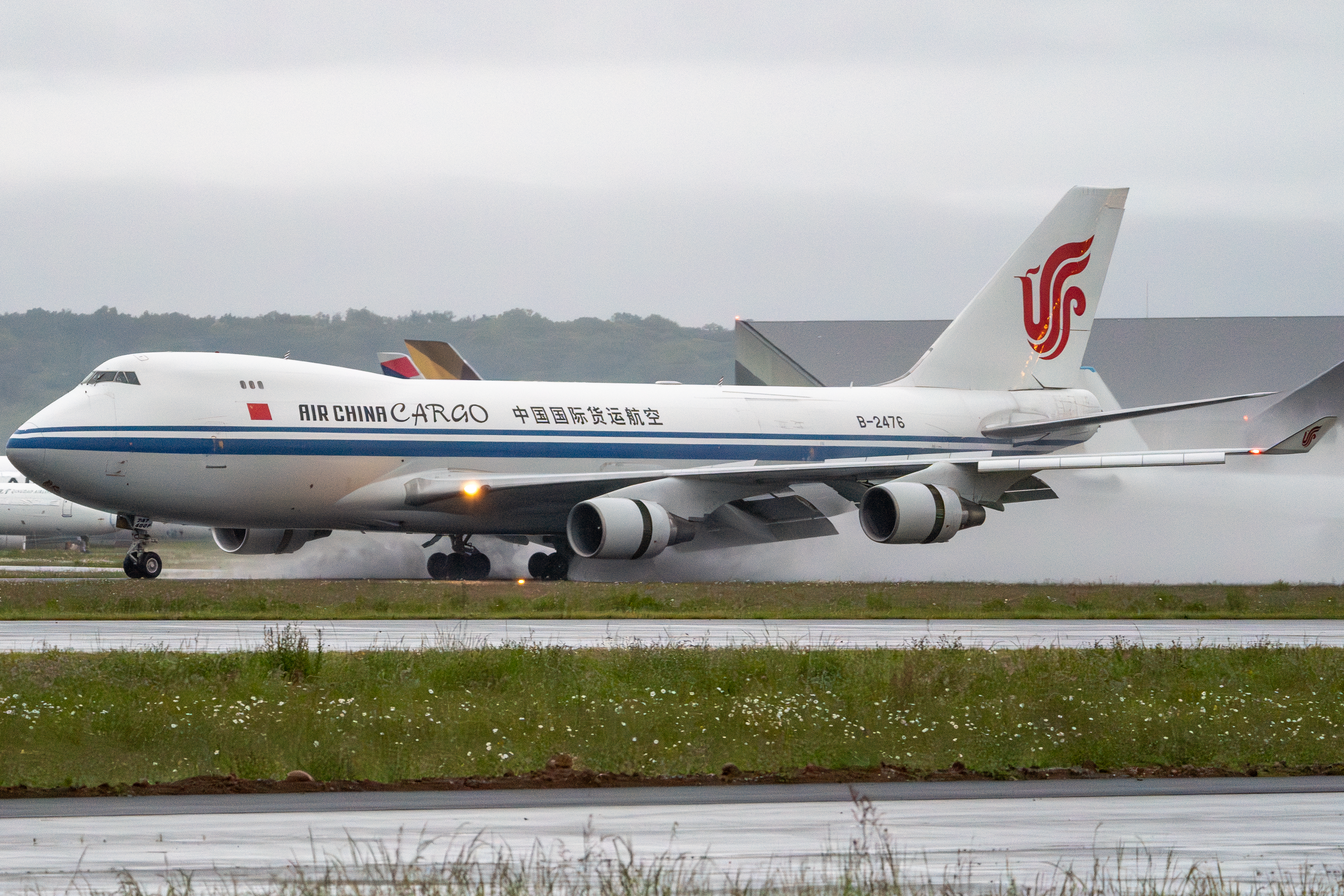
Boeing 747 d'Air China Cargo qui transportait la voiture blindée du président Xi Jinping en mai 2024.
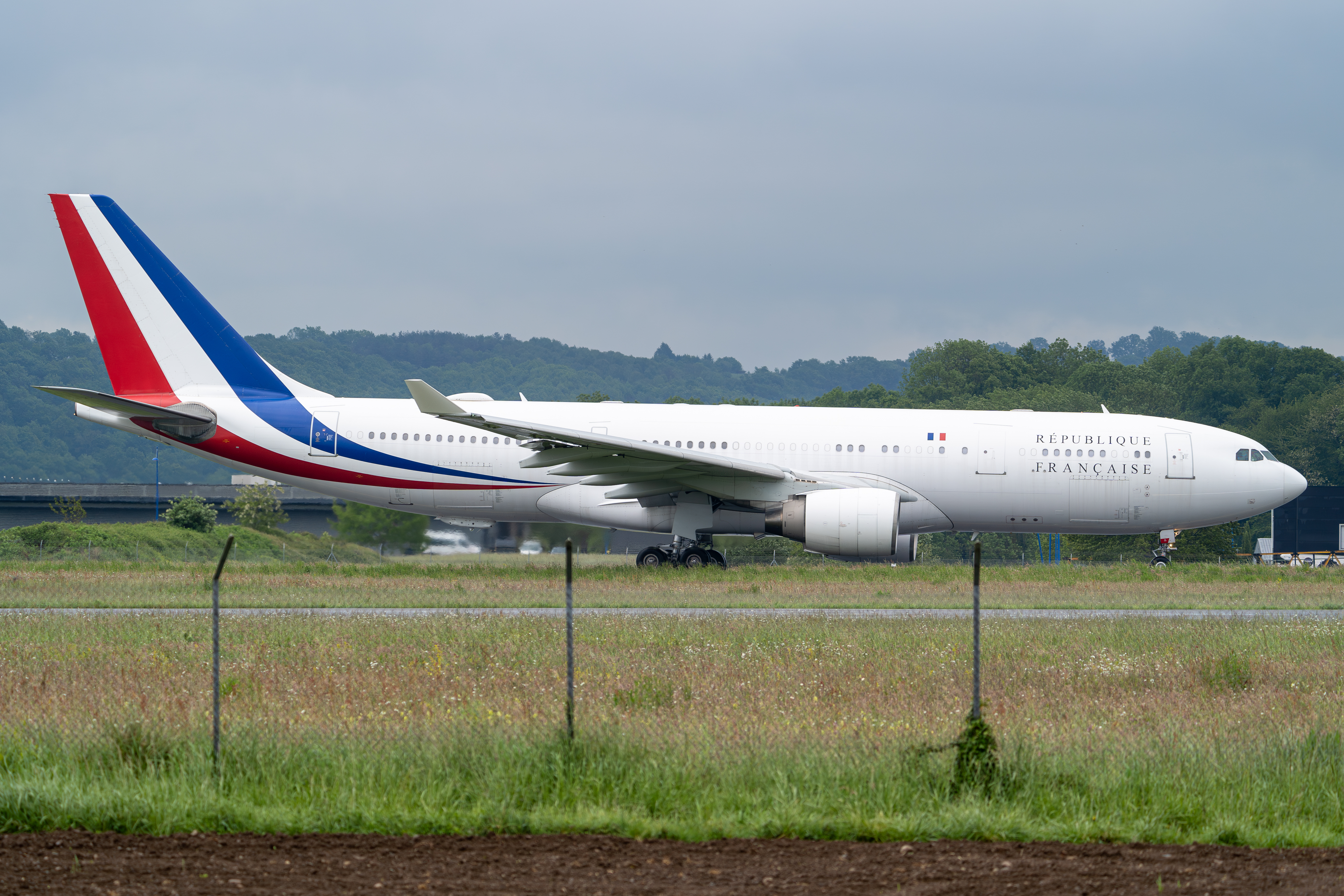
Airbus A-330 de la République française après la visite du Président Chinois en Mai 2024.
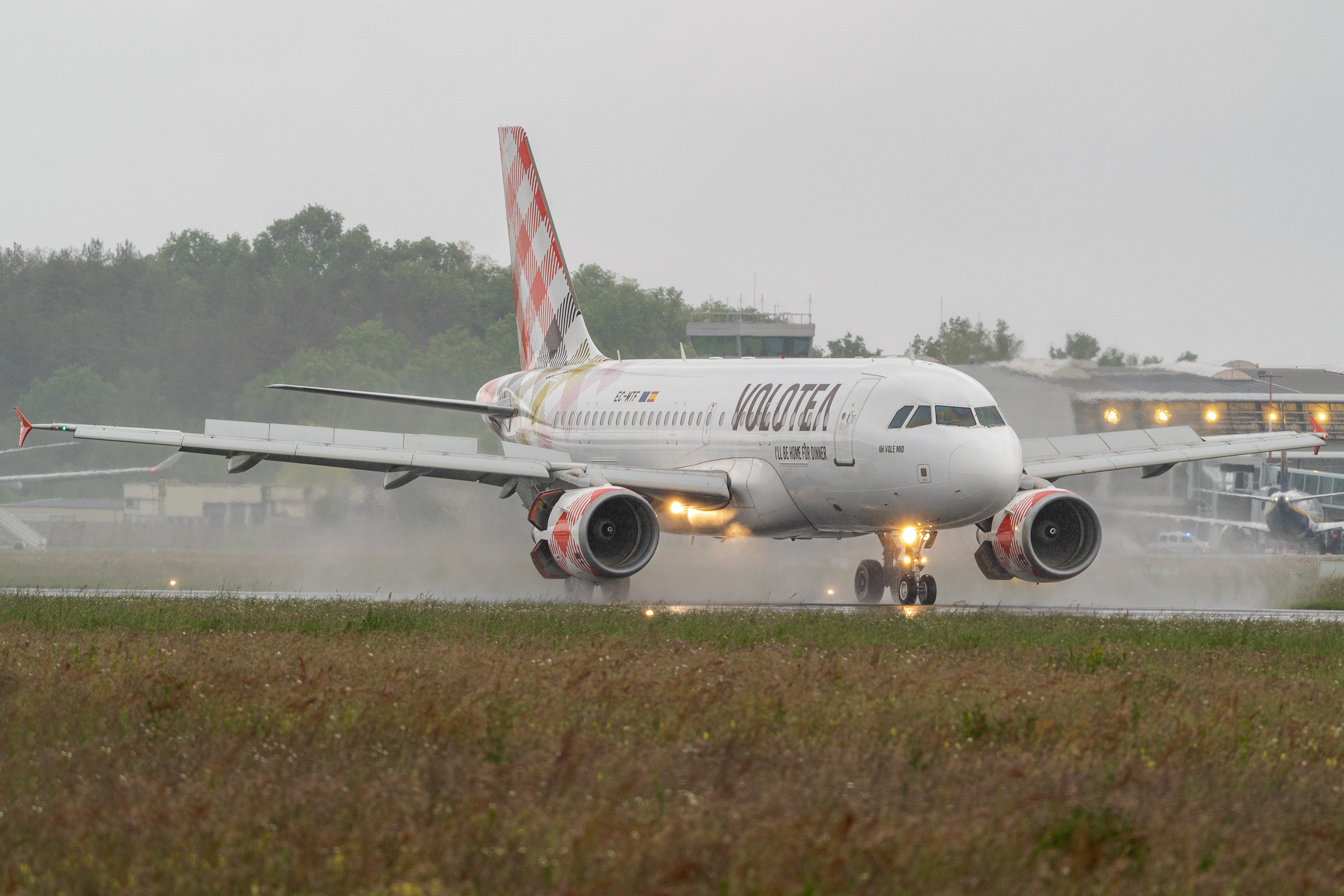
Airbus A319 EC-MTF de Volotea en 2024.
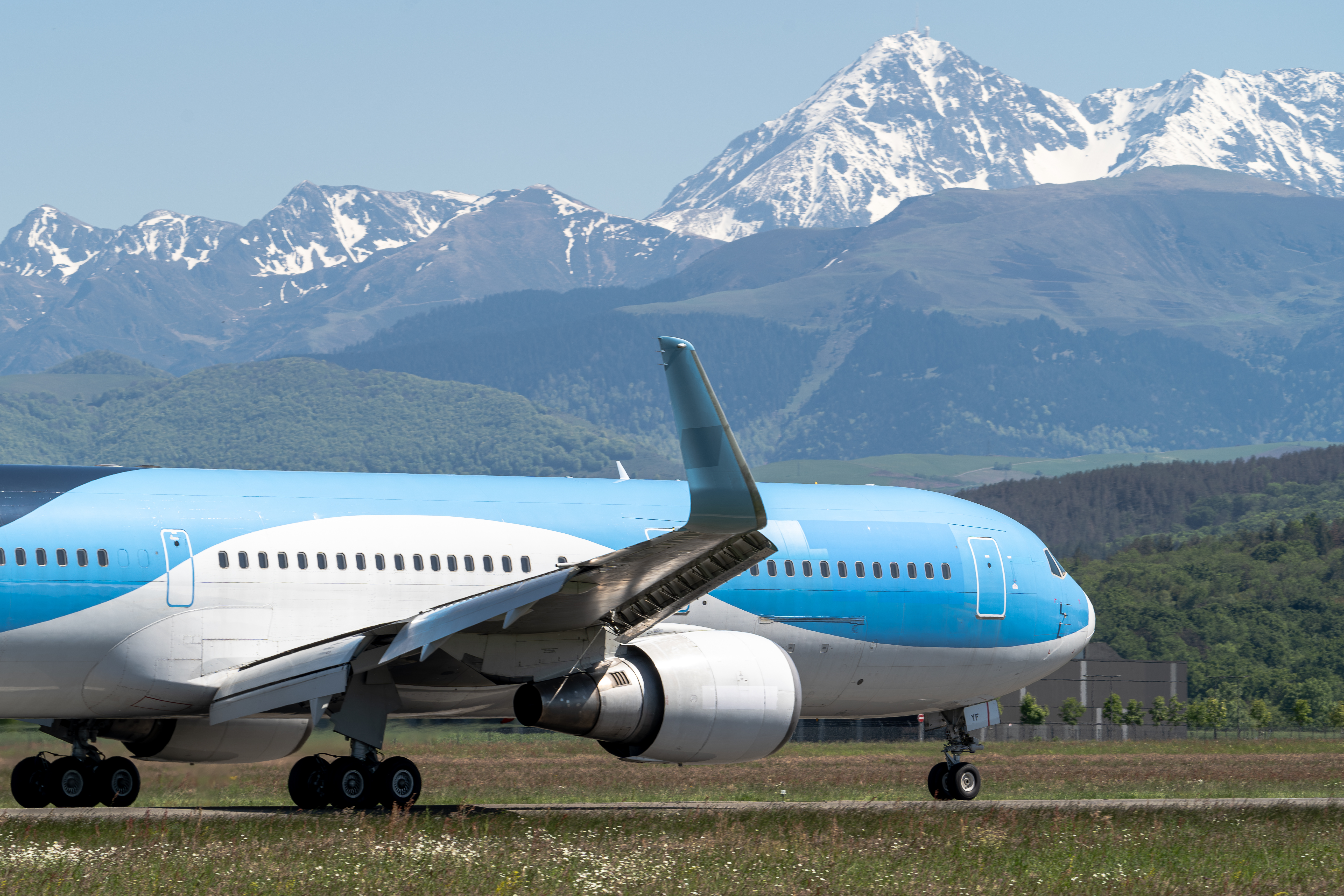
Boeing 767 - G-OBYF de TUI Airways qui se rend à Tarmac Aerosave en 2024.
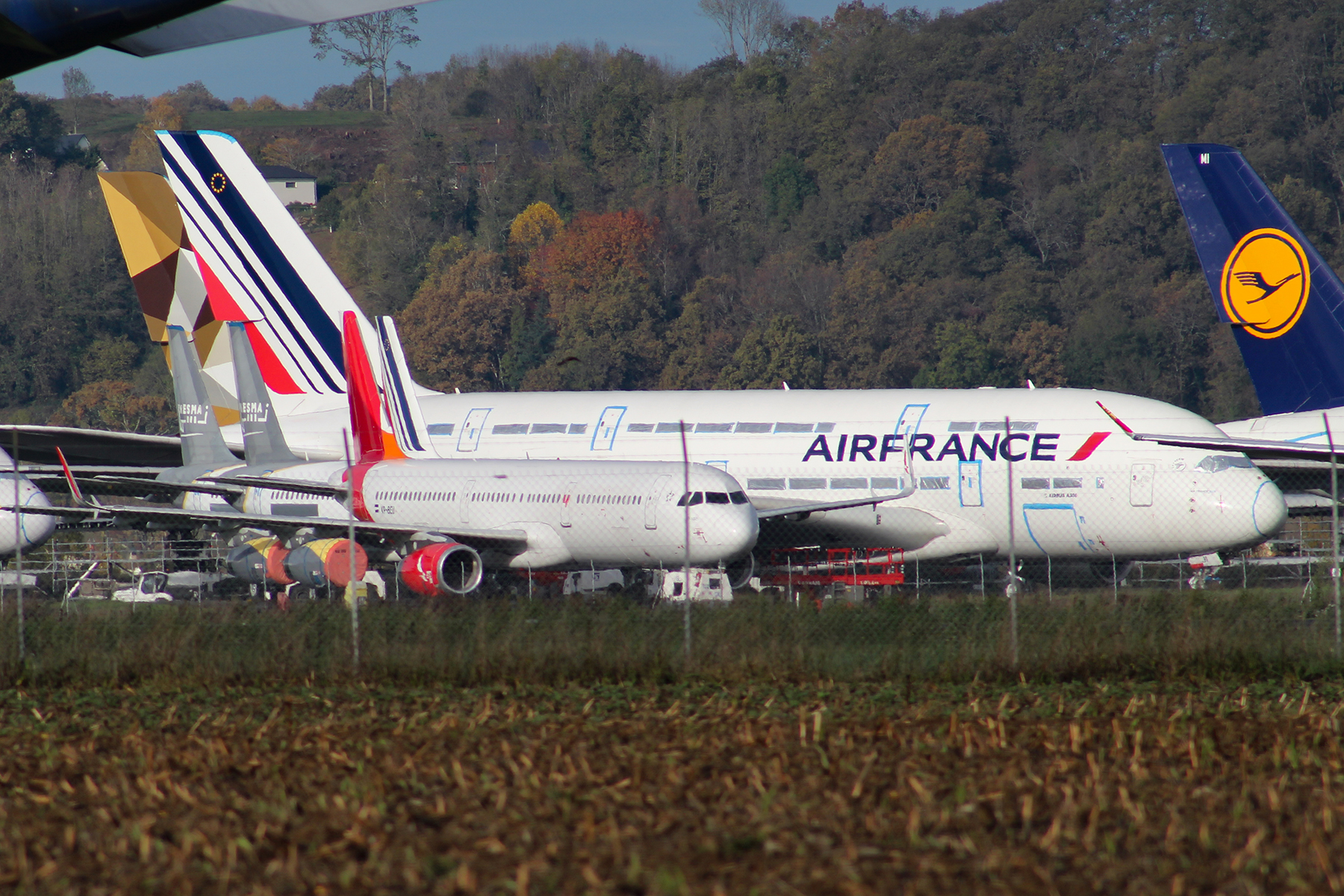
Airbus A-380 d'Air France en 2022.
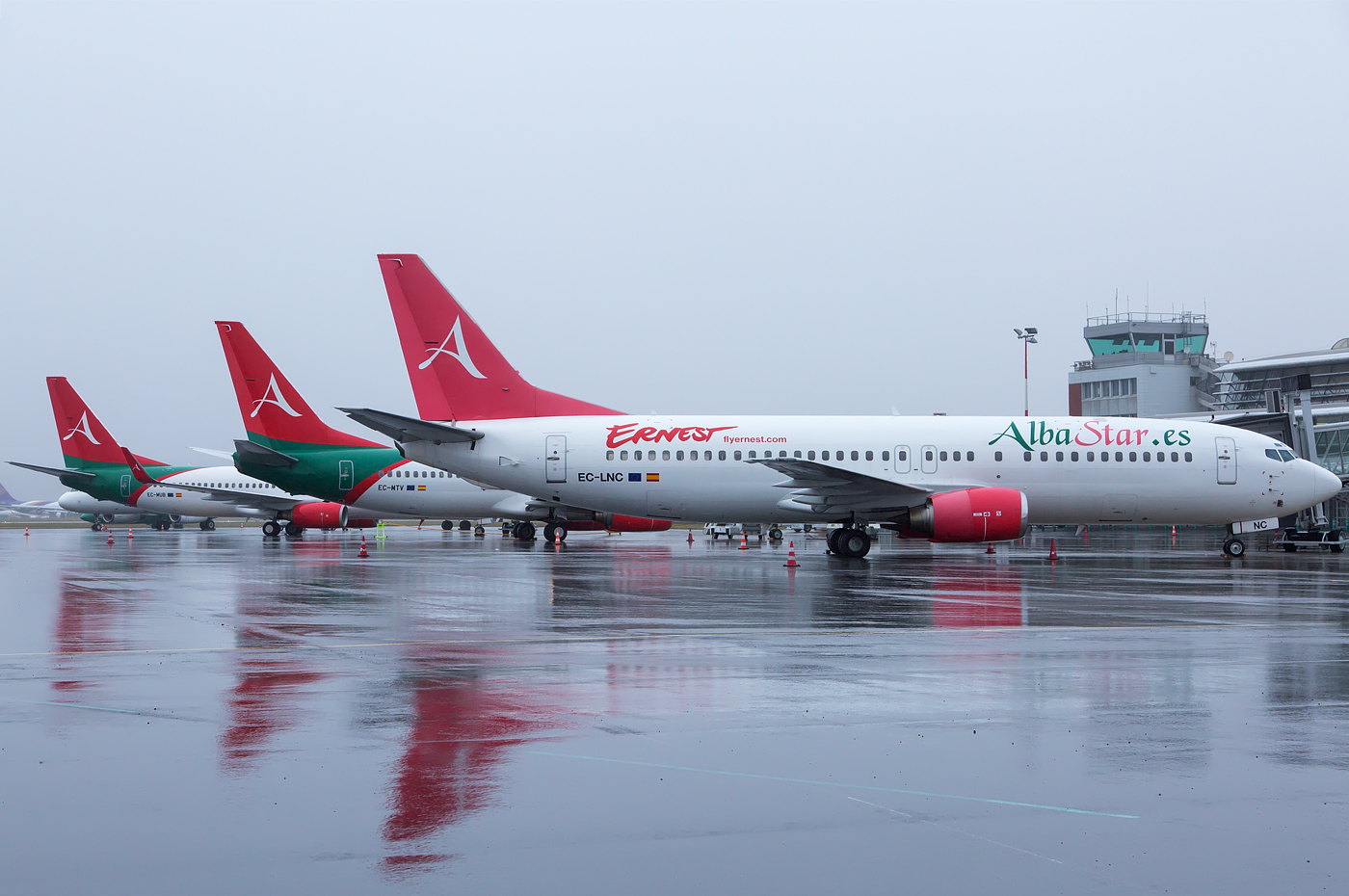
Trois Boeing 737 de la compagnie Albastar en 2018.
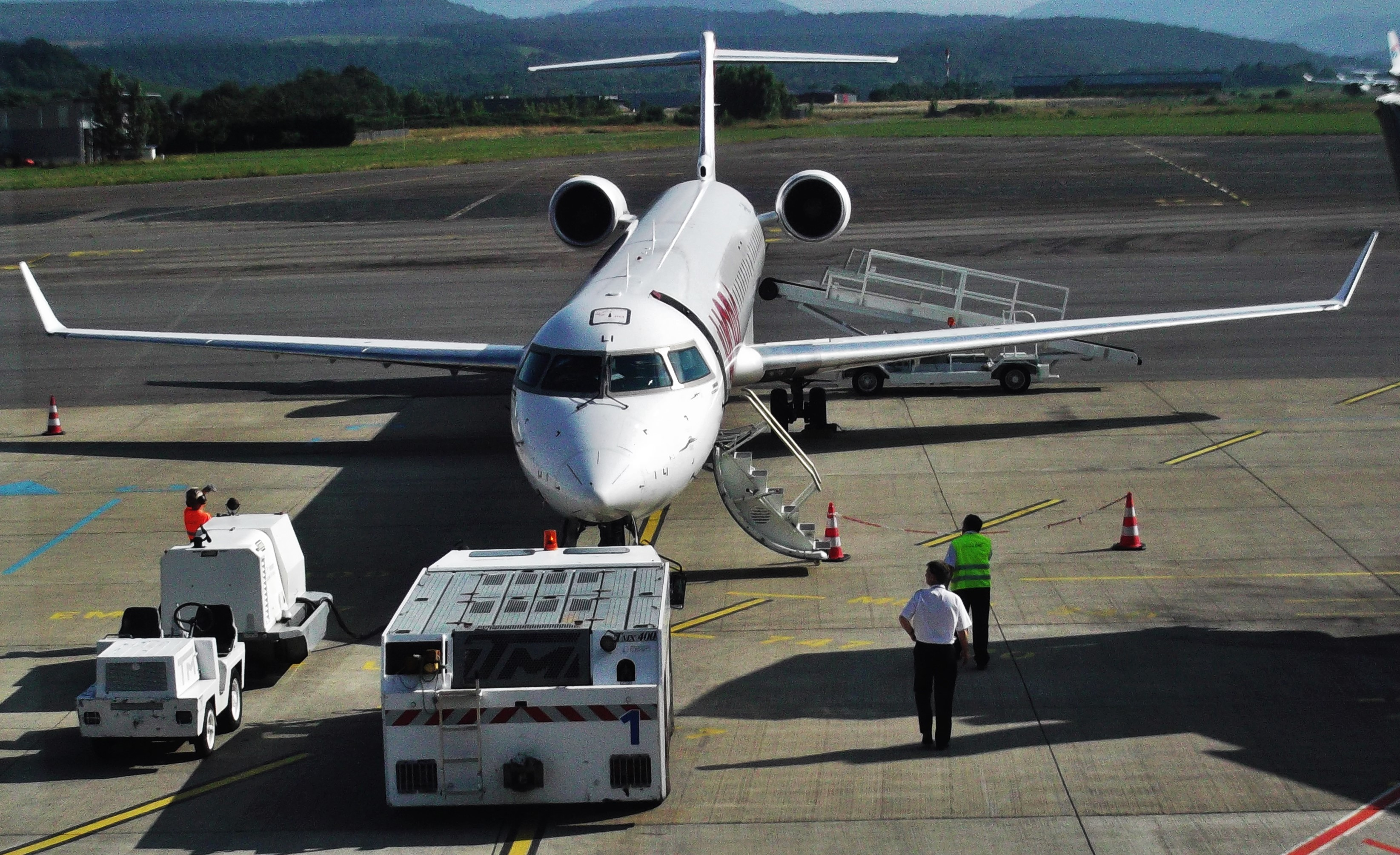
CRJ 1000 de Hop ! by Air France en 2013.
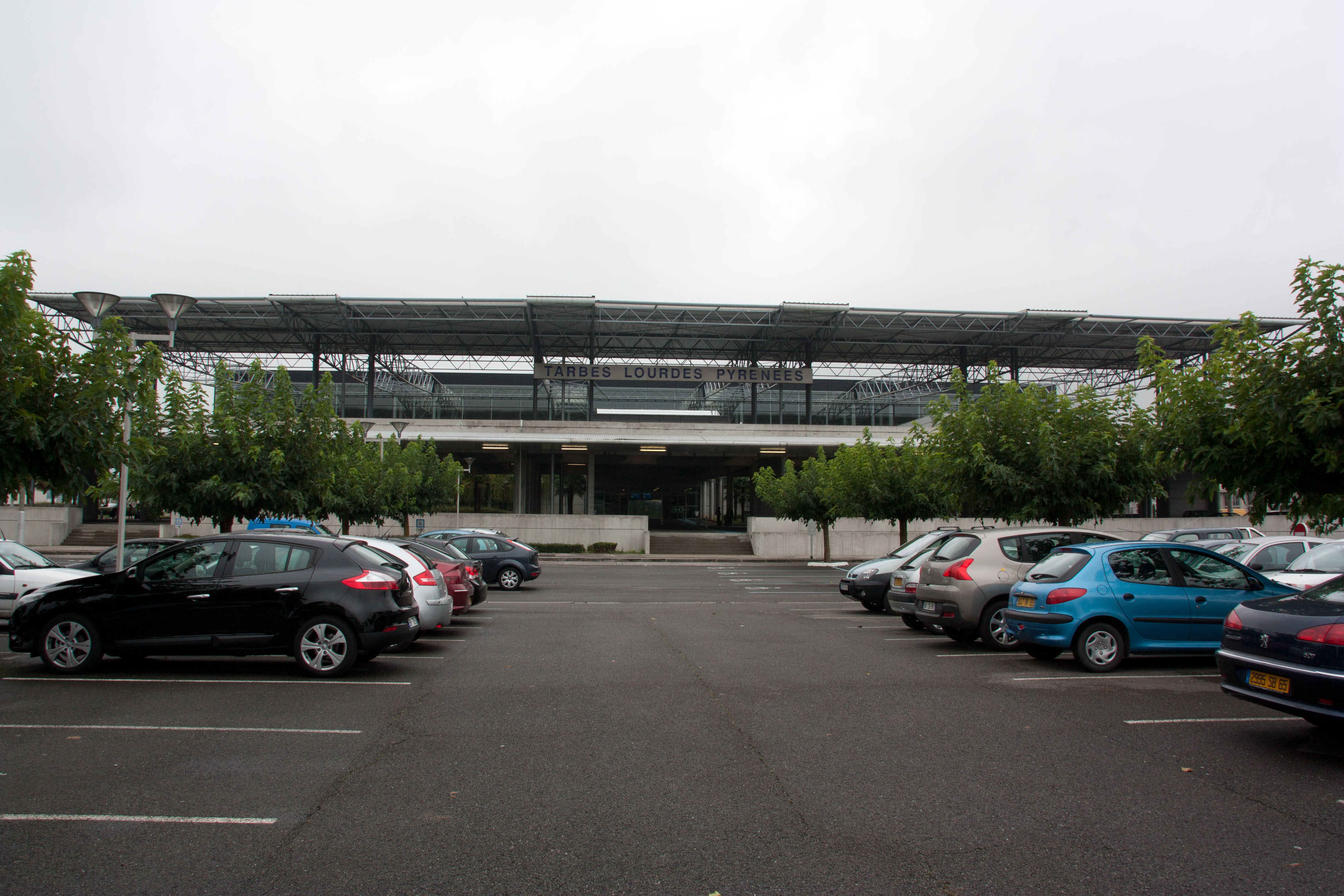
Vue extérieure de l'aérogare, côté voirie en 2011.
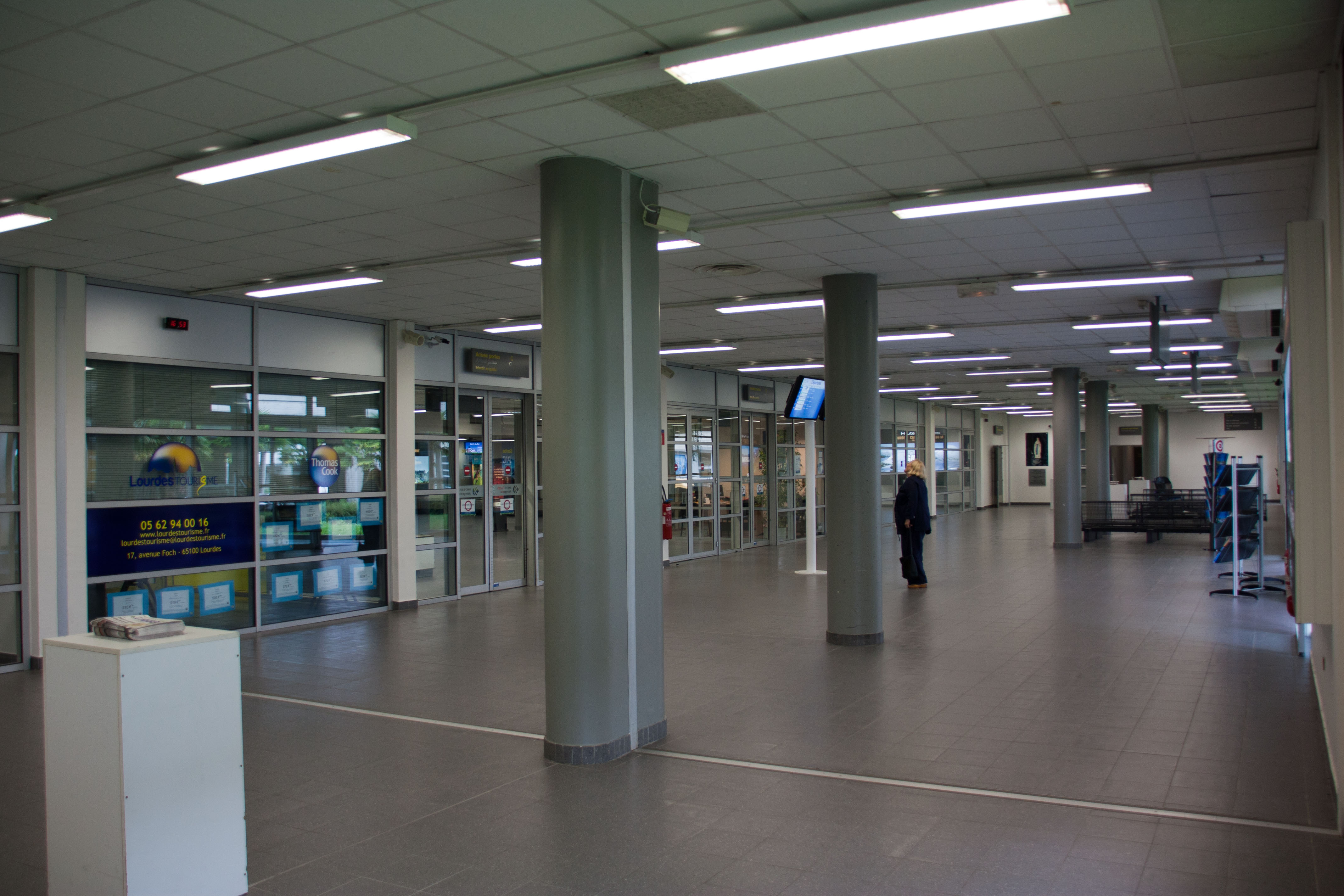
Hall des arrivées en 2011.
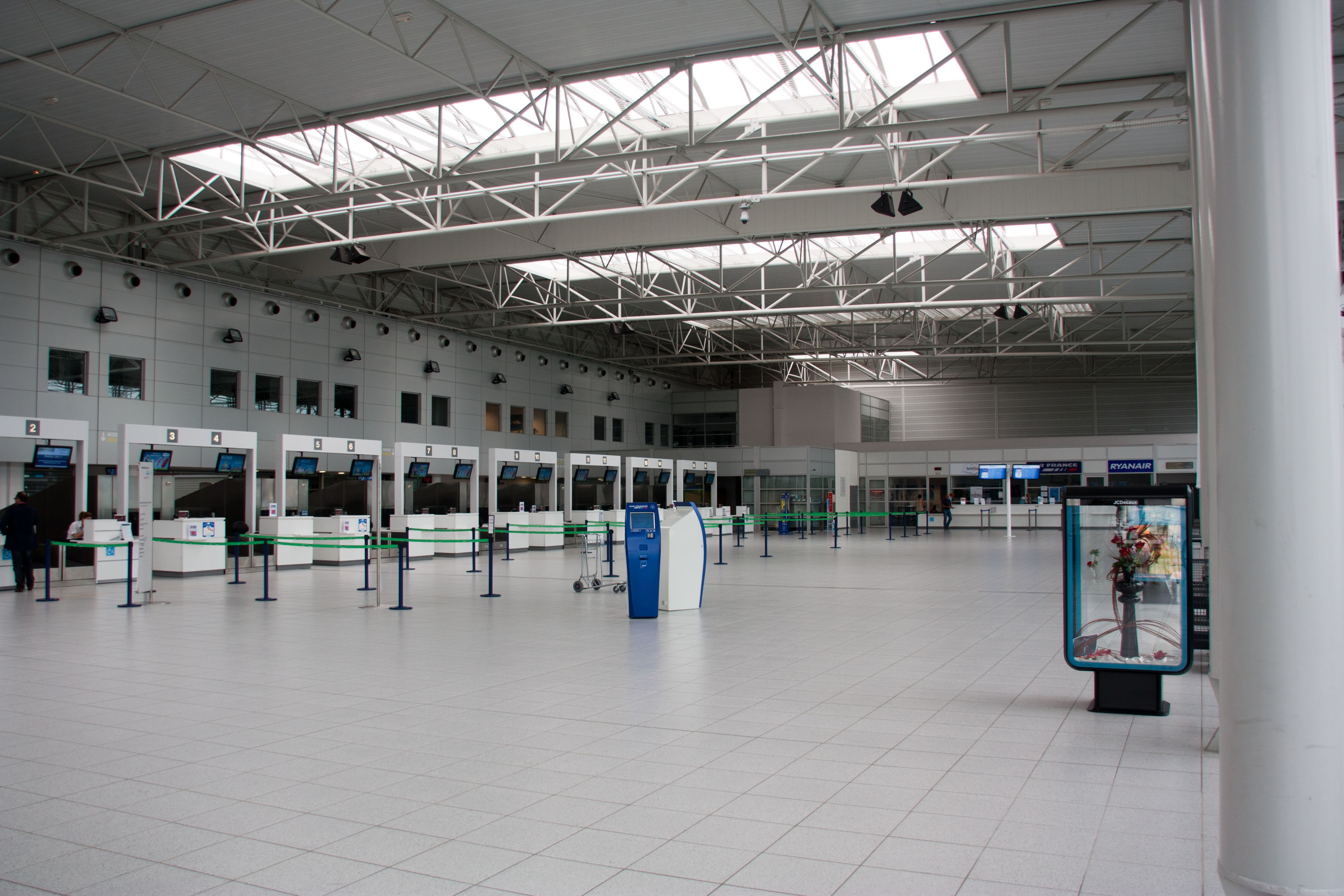
Hall des départs en 2011.
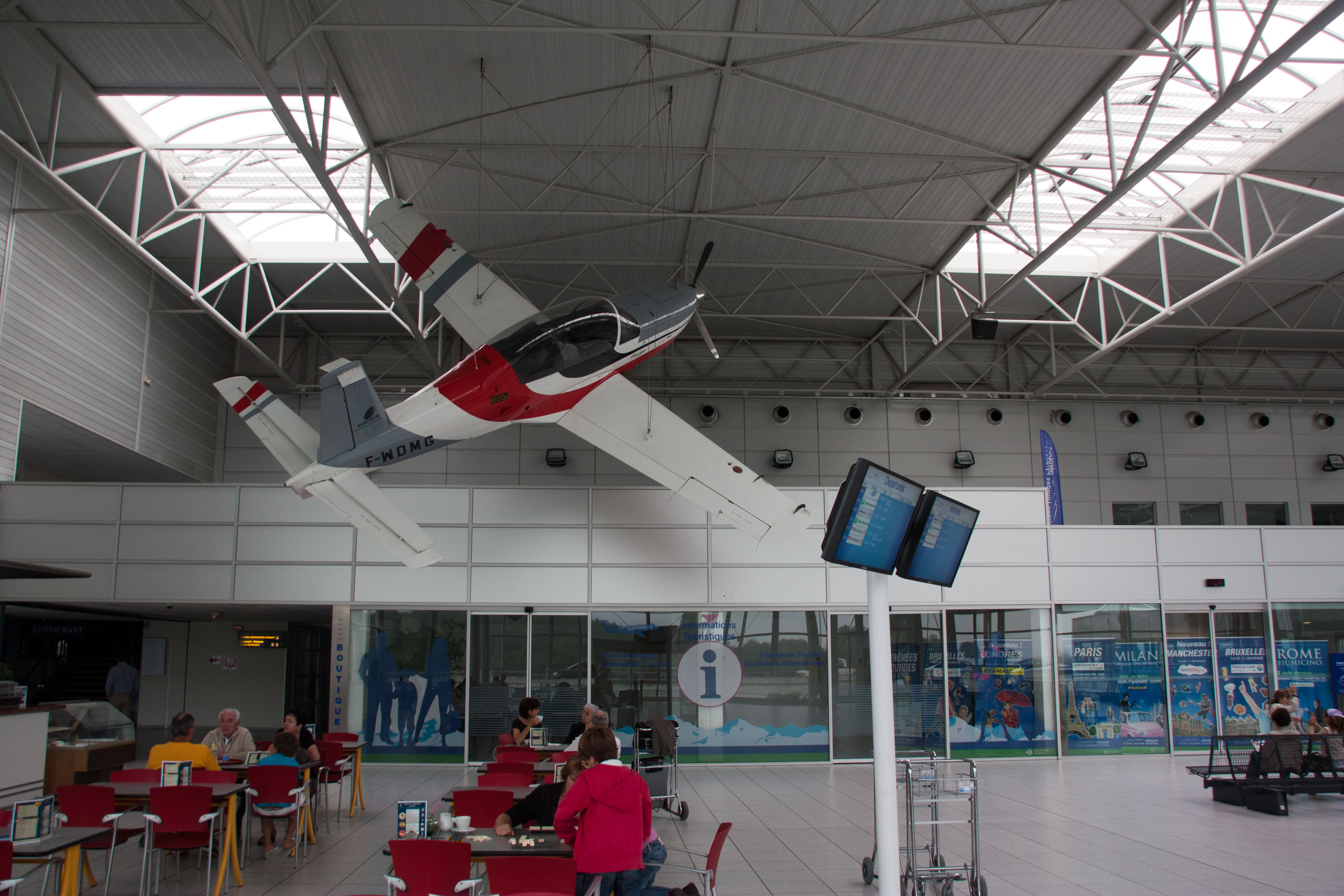
Avion suspendu au-dessus du snack-bar dans le hall des départs en 2011.
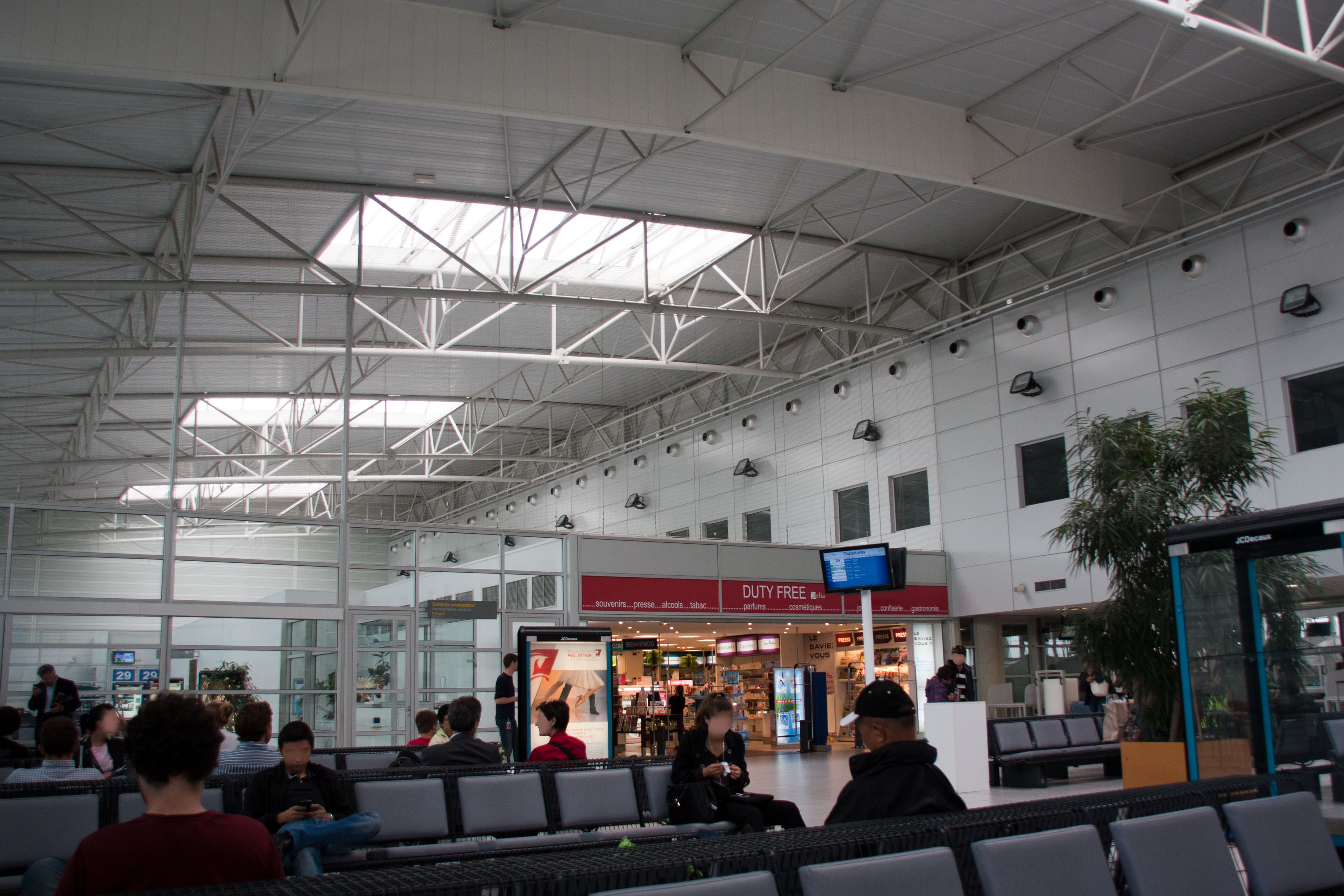
Zone d'embarquement en 2011.
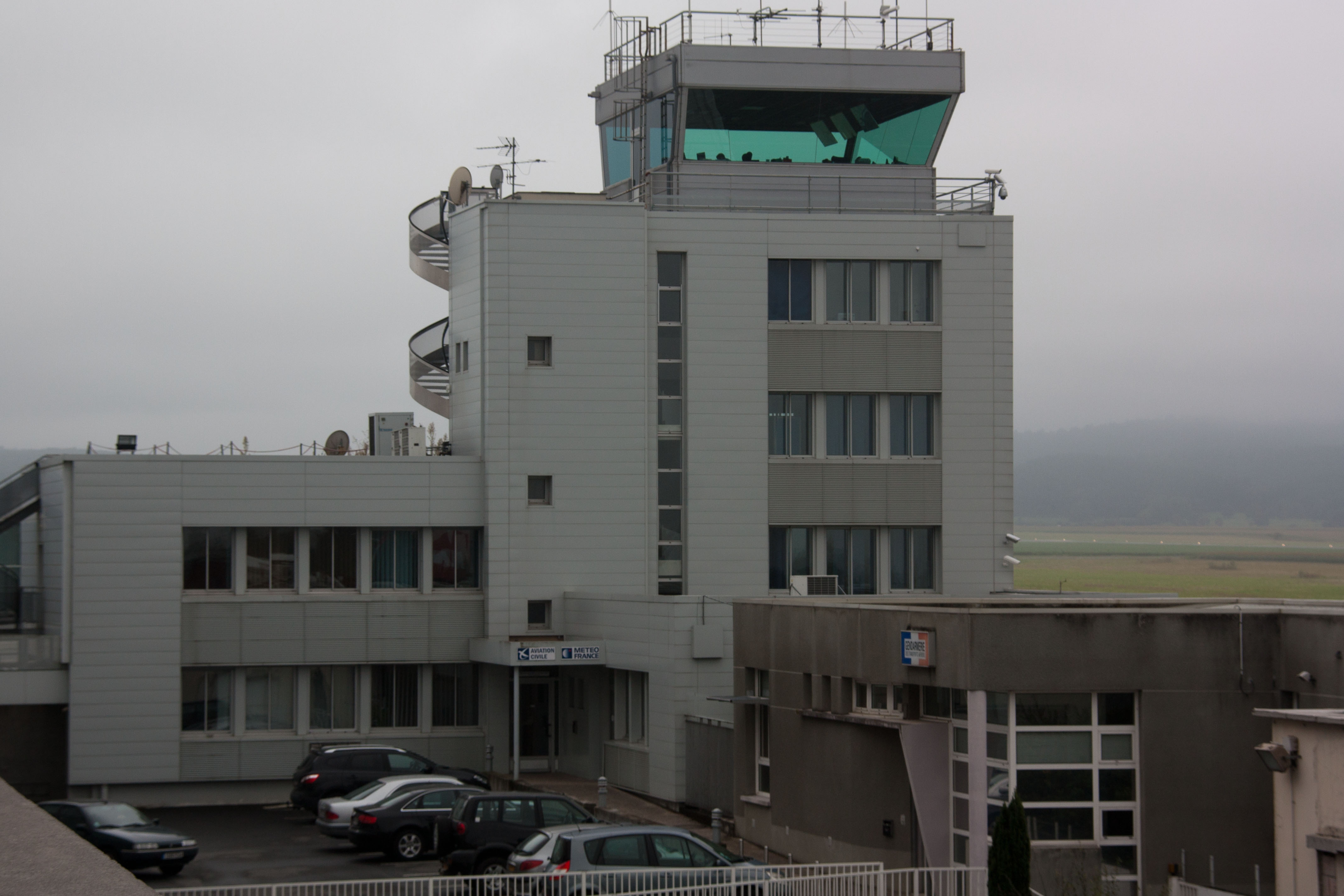
Tour de contrôle en 2011.
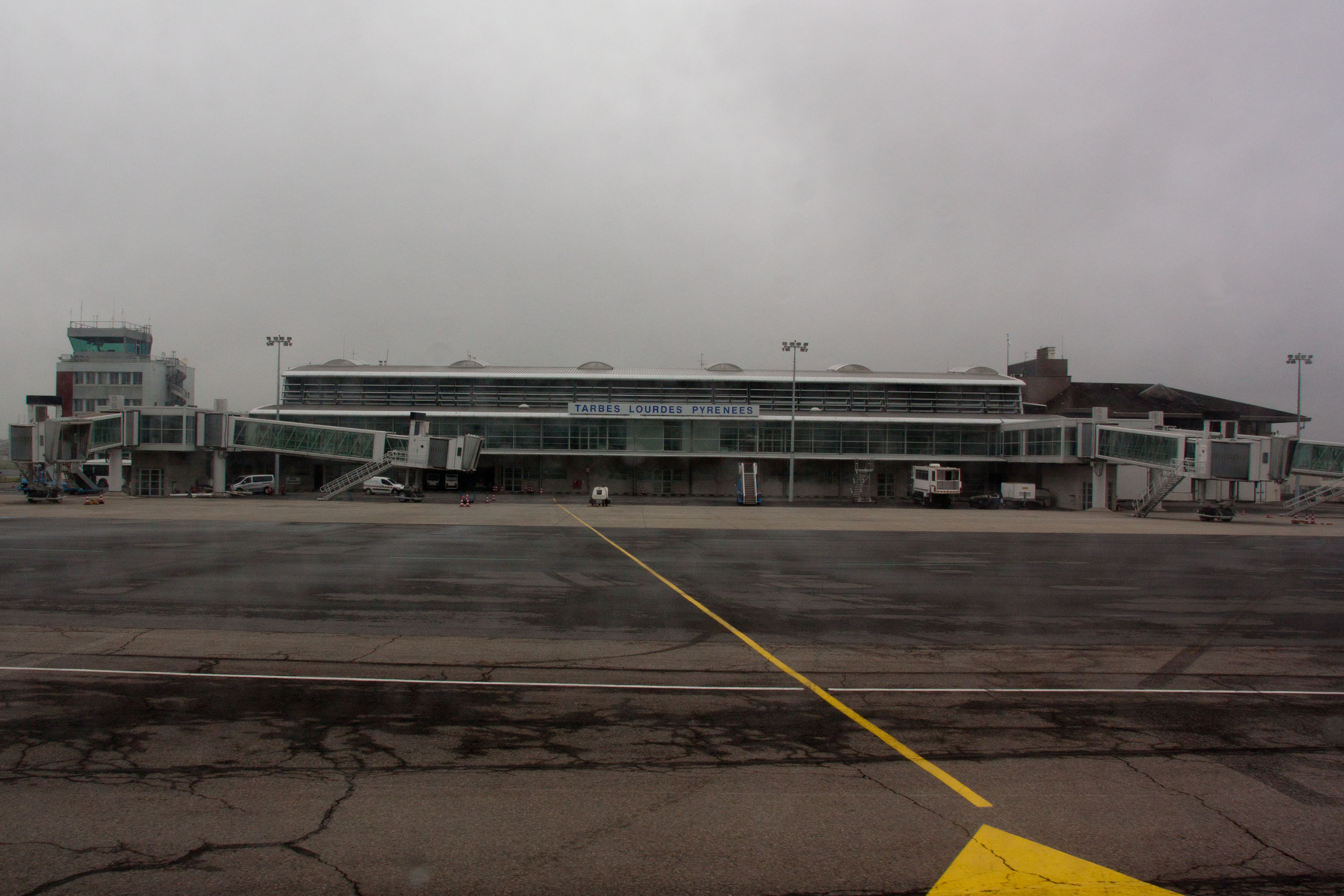
Vue extérieure de l'aérogare, depuis le tarmac en 2011.
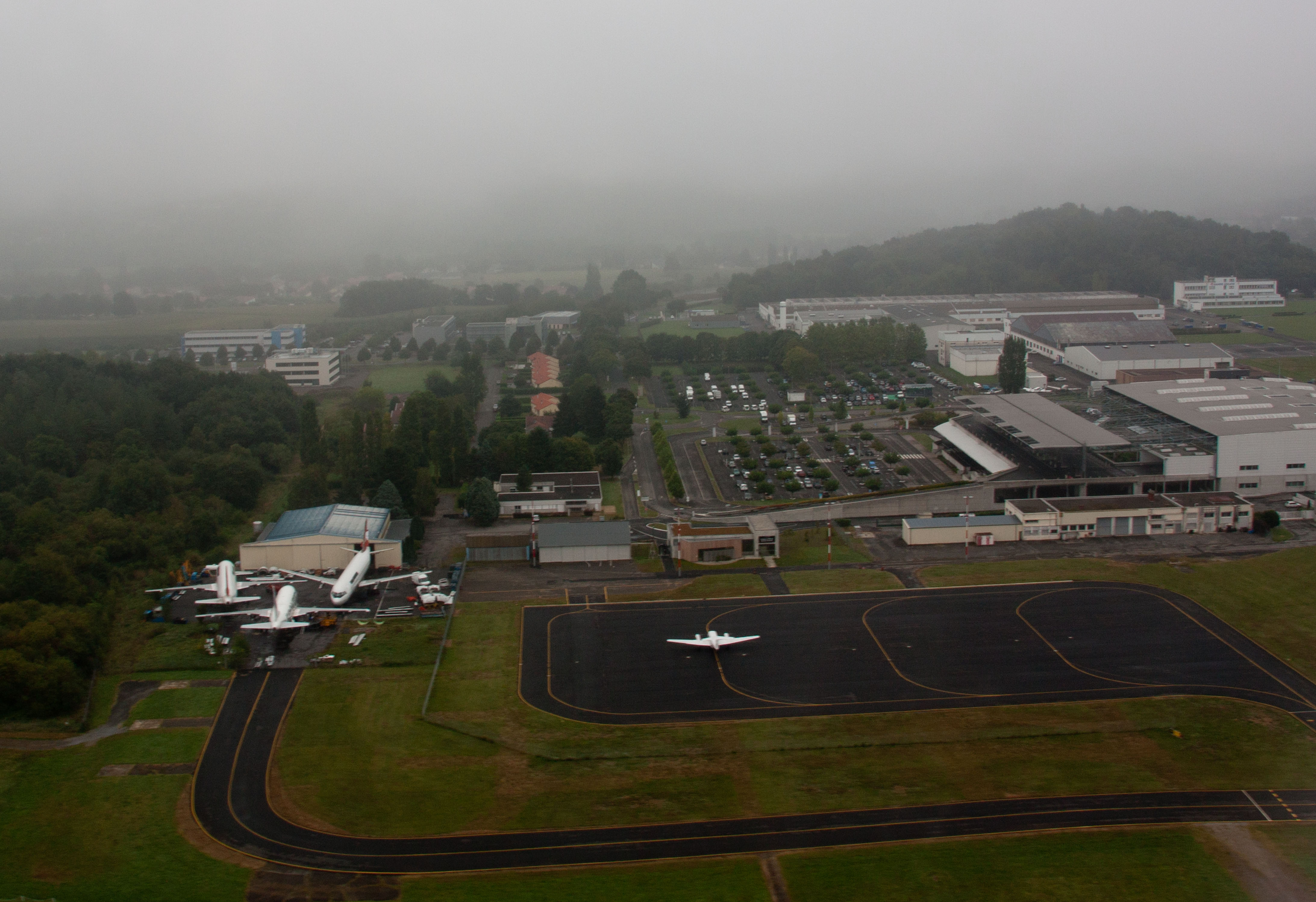
Vue aérienne de la zone d'activité de l'aéroport en 2011.
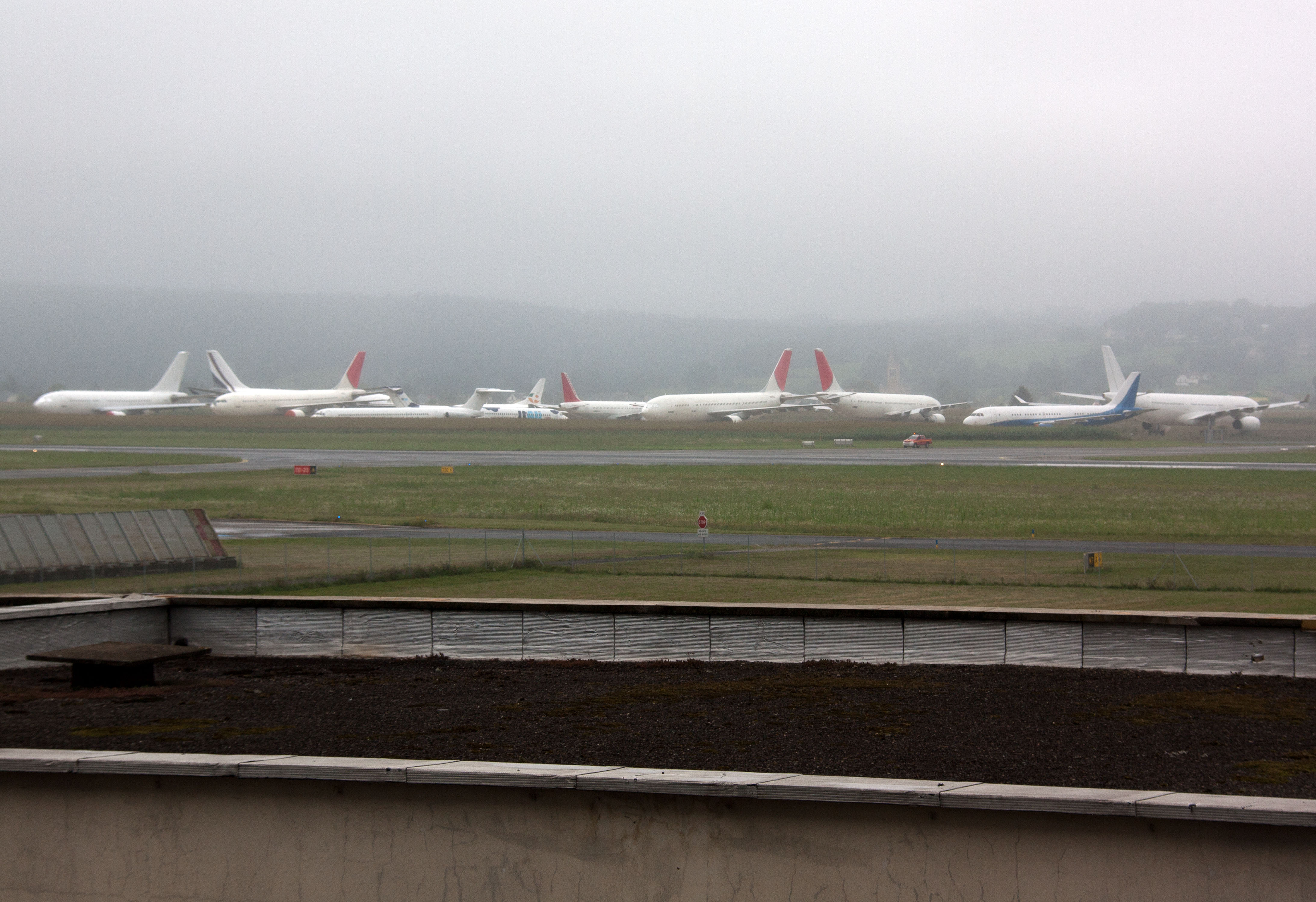
Avions chez Tarmac Aerosave.
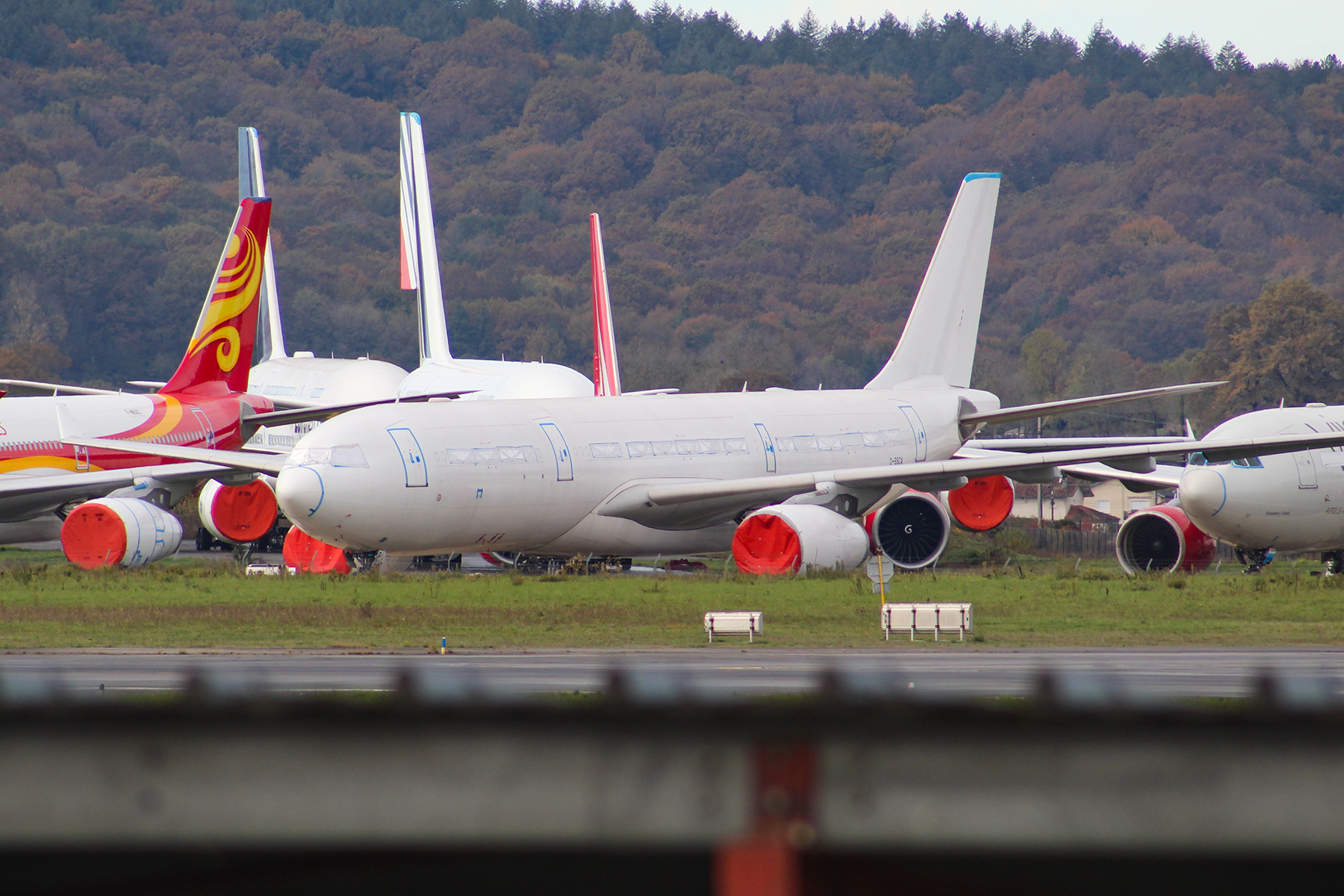
Avions chez Tarmac Aerosave.